# Émile Joël Bamkoui
Émile Joël Bamkoui, né le 2 avril 1965 à Bafia est un officier supérieur de la gendarmerie nationale camerounaise. Il est commandant de la Division de la Sécurité Militaire au ministère de la Défense.

## Biographie

### Enfance, éducation et débuts
Émile Joël Bamkoui est né le 2 avril 1965 à Bafia. Il est militaire de gendarmerie, spécialiste du renseignement et de la stratégie-défense.

### Carrière
Émile Joël Bamkoui est colonel de la gendarmerie nationale camerounaise.
Il commande des unités de lutte contre le grand banditisme à Douala et Bafoussam dans les années 2000. En 2008, il est chef d’escadron du camp des officiers de gendarmerie de Mboppi à Douala. Dans la nuit du jeudi 13 au vendredi 14 novembre 2008, il tire à douze reprises en direction de l'inspecteur de police Hervé Michel Ndjifon Mapouro. La victime succombe à ses blessures aux urgences de l’hôpital Laquintinie de Douala quelques heures après. Il est jugé et brièvement mis en prison pour la mise à mort de cet officier de police.
En 2009, est chef d’escadron du Groupement de gendarmerie du Wouri,.
Il est enseignant associé au Centre de recherche stratégie-défense de l'université de Yaoundé II.
Il est chef de division de la sécurité militaire au ministère de la Défense.
Des chroniqueurs lui créditent d'avoir fait baisser la violence à Douala.
Il est réputé actif dans la lutte contre les activistes,,. Il est aussi régulièrement accusé par plusieurs activistes camerounais d'actes de tortures, tels l'universitaire Fridolin Nke, l'activiste Boris Bertolt,, l'artiste Longuè Longuè, l'activiste Sébastien Ebala, le journaliste Michel Biem Tong.
En juin 2022, un décret annonce la prochaine mise à la retraite de Émile Joël Bamkoui pour le 3 avril 2023 de son poste de commandant de la Sécurité militaire du Cameroun,.

### Œuvres
Émile Joël Bamkoui est auteur de : 
- La corruption en Afrique subsaharienne : enjeux géopolitiques et sécuritaires d'une économie transnationale - Crime organisé et menace globale, 176 pages[16],[17],[18].
- Multinationales et corruption en Afrique subsaharienne : Menace et tentative de capture de l'État[19].